# Dzjvarireservoaren
Dzjvarireservoaren (georgiska: ჯვრის წყალსაცავი, Dzjvris tsqalsatsavi) är ett vattenmagasin i floden Enguri i nordvästra Georgien. Den däms upp av Enguridammen nära staden Dzjvari i regionen Megrelien-Övre Svanetien. 
Dzjvarireservoaren ligger 426 meter över havet. Arean är 4,9 kvadratkilometer. Den sträcker sig 9,7 kilometer i nord-sydlig riktning och 2,4 kilometer i öst-västlig riktning. I omgivningarna runt Dzjvarireservoaren växer i huvudsak blandskog.